# 9956 Castellaz
9956 Castellaz è un asteroide della fascia principale. Scoperto nel 1991, presenta un'orbita caratterizzata da un semiasse maggiore pari a 2,2135344 UA e da un'eccentricità di 0,1444070, inclinata di 5,83662° rispetto all'eclittica.